# Погонкин, Вячеслав Александрович
Вячеслав Александрович Погонкин (16 (27) августа 1869, Ростов-на-Дону — январь 1918, село Дарьевка, Херсонской губернии) — архитектор-художник. Член Петербургского общества архитекторов.

## Биография
Родился в семье статского советника, директора Одесской конторы Госбанка, дворянина Херсонской губернии Александра Владимировича Погонкина и дочери дворянина Войска Донского Александры Петровны Пшеничной. Внук художника-литографиста В. И. Погонкина.
С 1878 учился в Бердянской гимназии, далее с 1883 в 3-й Одесской классической гимназии. Из пятого класса в 1886 году перевелся в Одесскую рисовальную школу Общества изящных искусств, которую окончил по чертежно-архитектурному отделению в мае 1890 г.
В сентябре 1890 г. поступил в Императорскую Академию художеств на архитектурное отделение по классу композиции, где обучался в мастерской профессора Л. Н. Бенуа. 2 ноября 1898 г. был удостоен звания художника-архитектора с приобретением права на ношение серебряного академического знака Академию художеств, с правом на чин Х класса при поступлении на государственную службу и правом производить постройки. Диплом об окончании Академии художеств был выдан В. А. Погонкину в 1901 году после представления им чертежей по практической работе «Здания публичной библиотеки».
По окончании Академии художеств поступил на службу в Варшавский политехнический институт.
Стал победителем конкурса по постройке Русского посольства в Пекине на территории посольского квартала, которое требовало значительного расширения по итогам Боксёрского восстания. Работал в Пекине с 1901 по 1907 года, где также построил ряд зданий для посольств Великобритании, Германии и Франции.
Служил в Техническо-строительном комитете МВД (1901—1911), в канцелярии Синода (с 1915). Был архитектором-художником кавалергардского полка.
В 1915—1917 жил и работал в Киеве и Изяславе.
Летом 1918 года находился в госпитале при железнодорожной станции в селе Дарьевка Херсонской губернии, где позже погиб в ходе взятия населенного пункта частями Красной гвардии.

## Постройки
В Петербурге:
- Доходный дом Киреевых. ул. Некрасова, 26 (1909—1910. Совм. с Г. Г. Цолликофером)[5][6][7].
- Жилой дом. Аптекарский пр., 8-а (1911—1912)
- Доходный дом. Чкаловский пр., 38 (1914)
- Доходные дома М. В. Вяземской. Московский пр., 4, 6. Расширение со стороны внутриквартального проезда (1914. Построены в 1910—1911 А. С. Хреновым.)

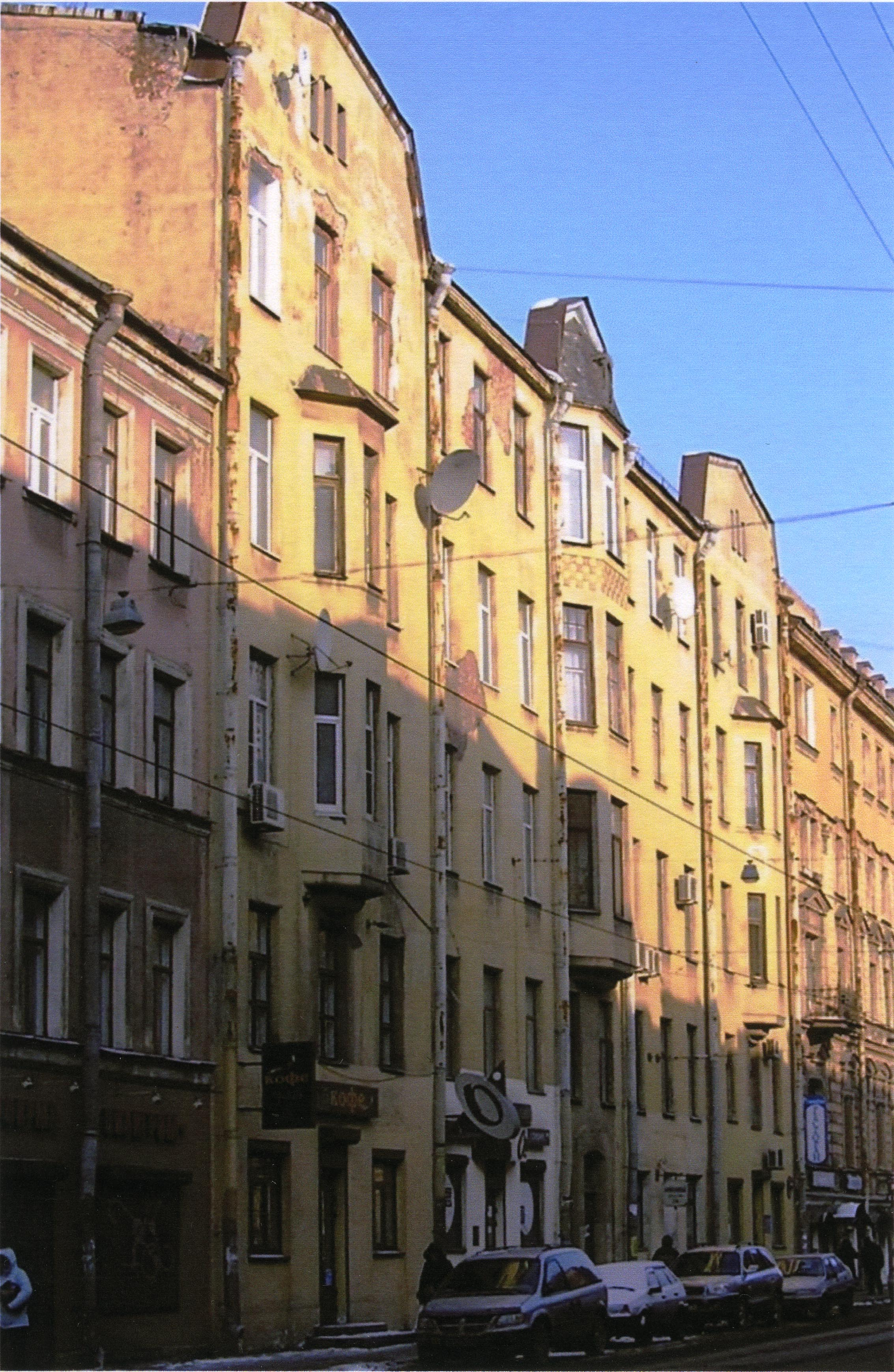
Некрасова ул. 26
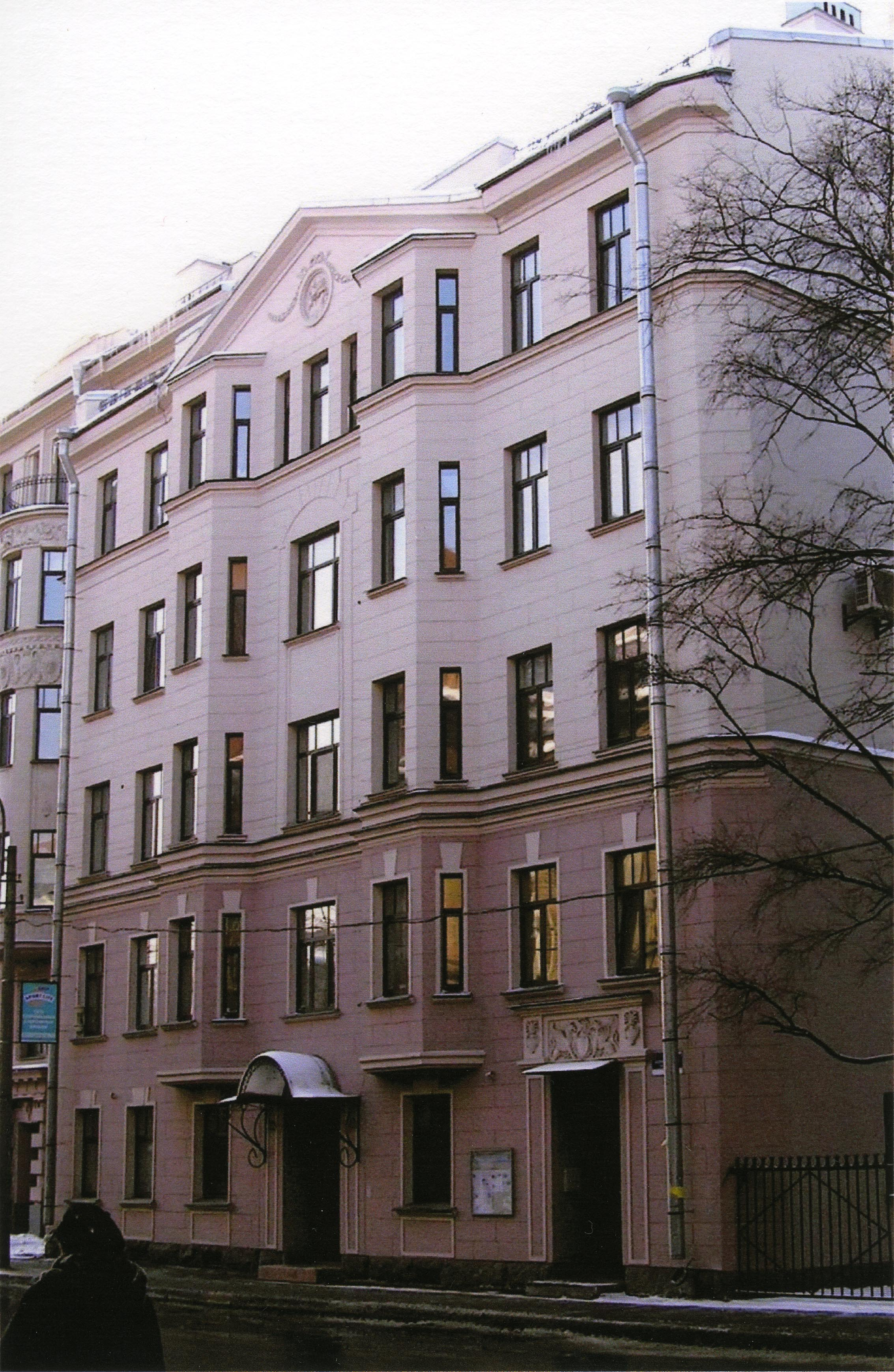
Аптекарский пр. 8а
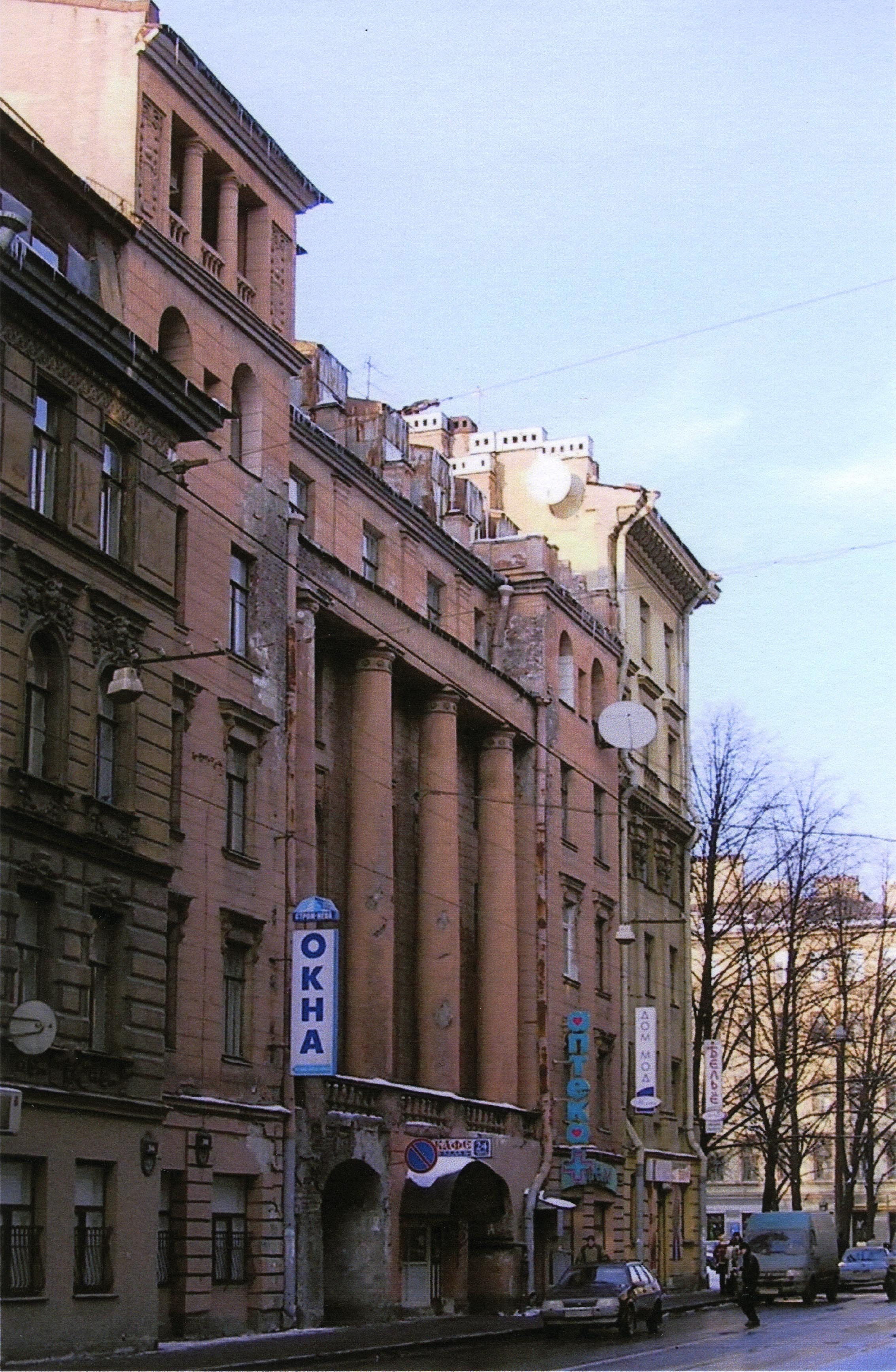
Чкаловский пр. 38
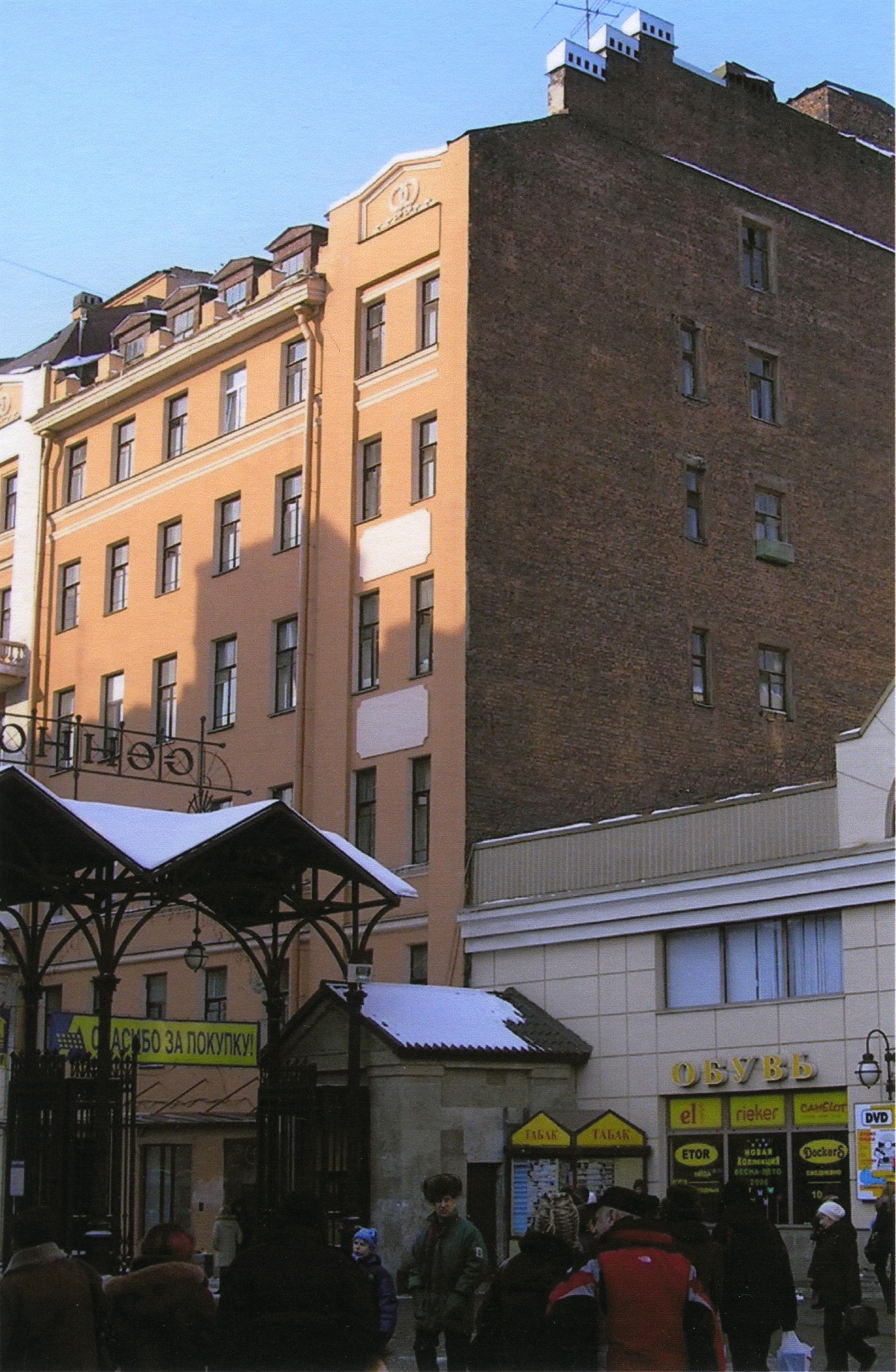
Московский пр. 4

В других городах:
- Посольство России в Пекине (?)

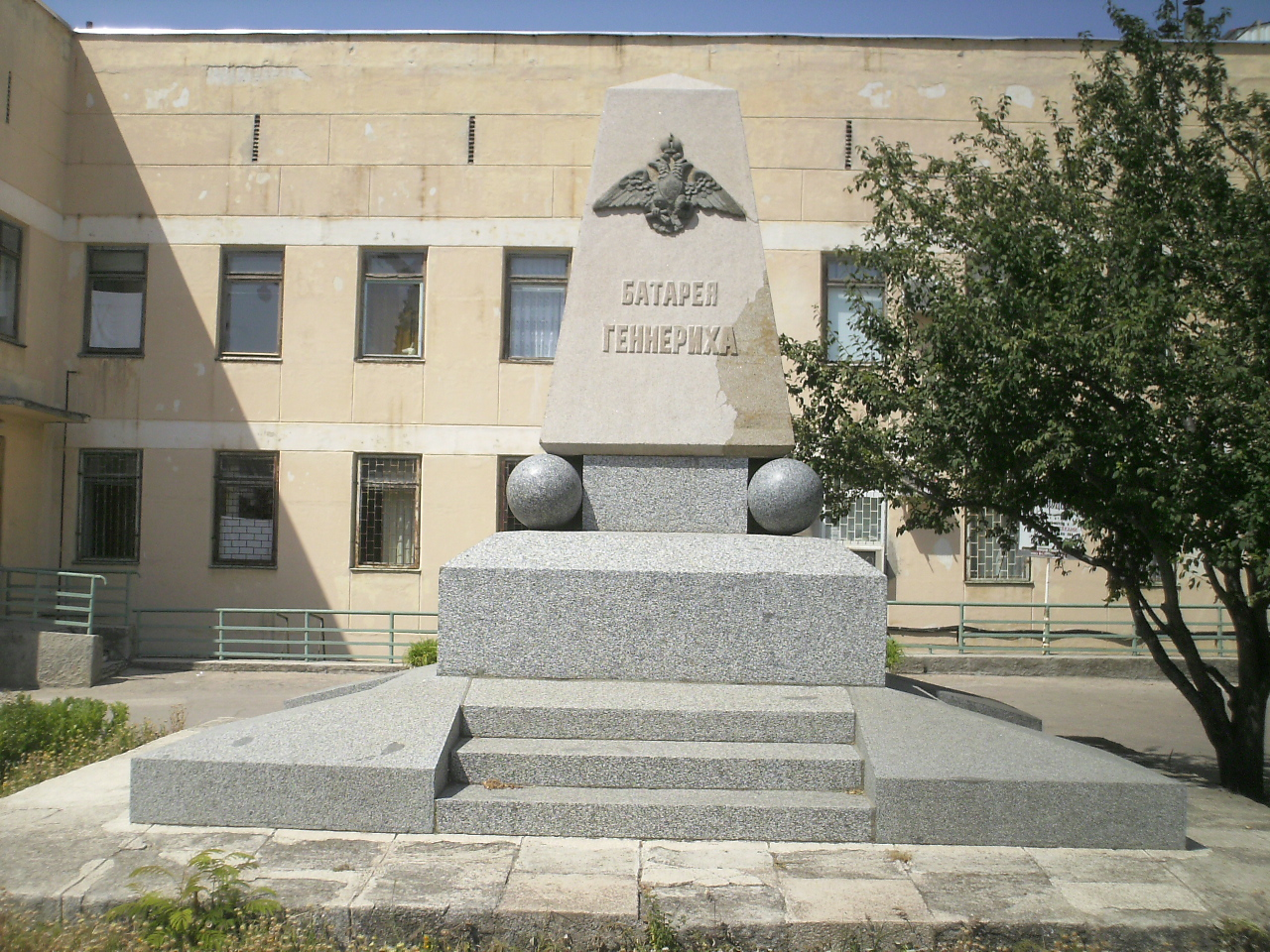
Батарея Геннериха

- Особняк Салтыкова в Перкъярви (ныне пос. Кирпичное, Ленинградской обл.). В настоящее время здание руинировано;
- Памятник батарее Геннериха в Севастополе (1902);
- Здание вокзала Токмакской железной дороги (1907—1909);

Проекты
- Погонкин В. и Покровский В. А. Конкурсный проект церкви в с. Згуровка (Полтавской губ). — Перспектива, детали, план. — 2-я премия. Зодчий. Спб. — 1902. — Л.9.

## Семья
Имел братьев: Владимира (род. 14 марта 1860), Константина (род. 17 октября 1862) и сестру Раису (род. 26 мая 1867).
25 августа 1891 года в вступил в брак с дочерью коллежского асессора, акцизного чиновника, Марией Петровной Политанской(1870—1961) в Александро-Невской церкви Бендерской крепости. Имел 7 детей:
- Сергей (1893—1920) — погиб на железной дороге в г. Коростень.
- Надежда (1894—1970) — учитель музыки и французского языка.
- Пётр (1896—1920) — умер во время эпидемии брюшного тифа.
- Евгений (1899—1967) — участник коммунистического подполья в г.Бендеры[8]; после Бендерского восстания эмигрировал во Францию.
- Всеволод (1901—1980) — в Красной Армии с 1918; учитель истории;
- близняшки Ольга (1904—1981) и Татьяна (1904—1977).